# Oriëntaalse paradijsmonarch
De oriëntaalse paradijsmonarch (vroeger ook wel Billitonse paradijsvogel) (Terpsiphone affinis) is een zangvogel uit het geslacht Terpsiphone en de familie Monarchidae (monarchen).

## Verspreiding en leefgebied
Deze vogel komt voor van oostelijk Nepal tot Indonesië. Er zijn acht ondersoorten:
- T. a. saturatior (Salomonsen, 1933): oostelijk Nepal, noordoostelijk India, oostelijk Bangladesh en noordelijk Myanmar.
- T. a. nicobarica Oates, 1890: de Nicobaren.
- T. a. burmae (Salomonsen, 1933): centraal Myanmar.
- T. a. indochinensis (Salomonsen, 1933): van oostelijk Myanmar en zuidelijk China tot Indochina.
- T. a. affinis (Blyth, 1846): Malakka en Sumatra.
- T. a. procera (Richmond, 1903): Simeulue (nabij noordwestelijk Sumatra).
- T. a. insularis Salvadori, 1887: Nias (nabij noordwestelijk Sumatra).
- T. a. borneensis (Hartert, 1916): Borneo.

## Status
De grootte van de populatie is niet gekwantificeerd maar de soort wordt omschreven als algemeen in het grootste deel van zijn verspreidingsgebied. Op de Rode lijst van de IUCN heeft deze soort de status niet bedreigd.